# Phanotea
Phanotea is een spinnengeslacht in de taxonomische indeling van de Zoropsidae. Het geslacht werd in 1896 beschreven door Eugène Simon. 

## Onderliggende soorten
- Phanotea cavata Griswold, 1994
- Phanotea ceratogyna Griswold, 1994
- Phanotea digitata Griswold, 1994
- Phanotea knysna Griswold, 1994
- Phanotea lata Griswold, 1994
- Phanotea latebricola Lawrence, 1952
- Phanotea margarita Griswold, 1994
- Phanotea natalensis Lawrence, 1951
- Phanotea orestria Griswold, 1994
- Phanotea peringueyi Simon, 1896
- Phanotea sathegyna Griswold, 1994
- Phanotea simoni Lawrence, 1951
- Phanotea xhosa Griswold, 1994